# Kazemat en kogels
Kazemat en kogels is een gekozen titel voor een tweedelig artistiek kunstwerk in Amsterdam-Centrum.
Tot midden jaren tachtig was de Wittenburgervaart een watergang tussen fabrieksterreinen in. De industrie had nog veelal te maken met de scheepsbouw, die hier jarenlang tierde. In die jaren kwam er sanering en stadsvernieuwing van de grond en de industrie moest plaatsmaken voor bewoning. Het was een zaak van lange adem; ook in 2020 wordt er nog aan gewerkt (Stork-complex). Met die stadsvernieuwing kwamen nieuwe bewoners en er werden aanpassingen in de infrastructuur verricht. Een van die aanpassingen werd gerealiseerd in de vorm van een brug voor voetgangers en fietsers; de brug kreeg de naam Ezelsbrug. Deze werd in 1987 geopend. Rond die brug liggen in 2022 twee objecten van kunst. Enerzijds aan de oostkant is er de Bandenboot van Robert Jasper Grootveld waarover van alles bekend is. Anderzijds aan de westkant bevinden zich de kazemat en (kanons)kogels. Deze liggen in het trottoir van de Poolstraat. De naam van de maker en/of ontwerper is niet bekend en ook het jaar van plaatsing is niet bekend. De doorbraak voor de brug stamt uit midden jaren tachtig; het kunstwerk is voor zover bekend voor het eerst gefotografeerd in maart 1990. Het kunstwerk bestaat uit een geheel dichte kazemat; een paar meter verder liggen gestapelde kanonskogels (waarvan er naar zeggen ooit een aantal gestolen zijn). 